# Chiesa taoista cinese

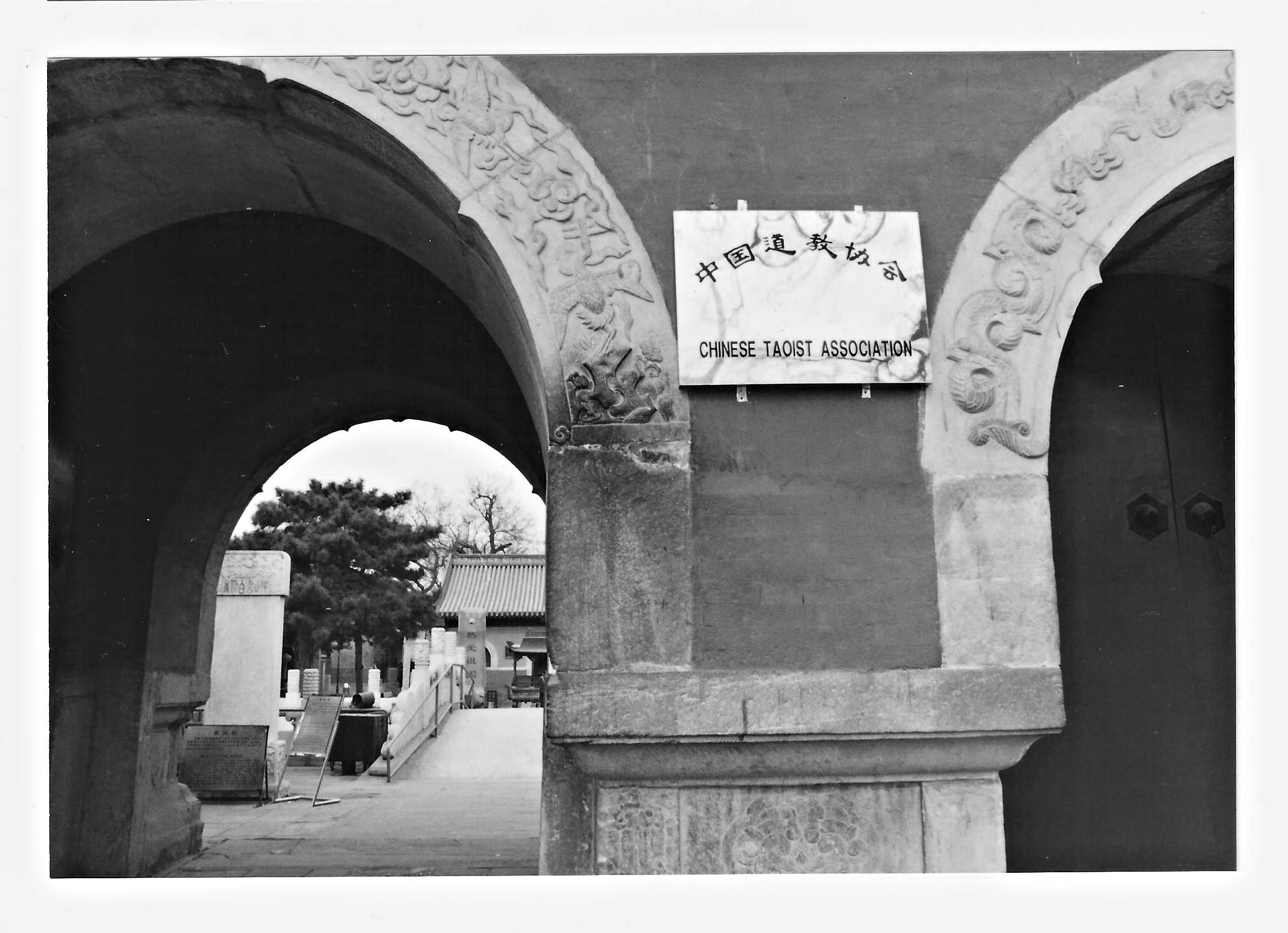
Nella targa tra gli archi il nome dell'associazione in Cinese e inglese

La Chiesa taoista cinese, nome con cui si indica impropriamente quella che dal Cinese è tradotta come Associazione Taoista Cinese (中國道教協會T, 中国道教协会S,  zhōngguódàojiāoxiéhuì P,  chong kuo tao chiao hsieh hui  W), è l'associazione religiosa che amministra il Taoismo in Cina continentale dal 1956. 
L'articolo Zhongguo Daojiao Xiehui Jianjie afferma invece che essa fu fondata nell'aprile del 1957.
Oltre alla gestione e all'unificazione delle attività religiose, la Chiesa si occupa anche di svariate attività che vanno dalle iniziative culturali a quelle ambientalistiche, sempre nel pieno rispetto dei valori taoisti di compassione, amore e armonia. La sede centrale dell'organizzazione si trova a Pechino, precisamente presso il tempio della Nuvola Bianca. Internamente la Chiesa è amministrata da un concilio ecclesiastico. Quest'ultimo è formato da un direttore, una serie di vicedirettori, un segretario generale e una serie di vicesegretari generali. Le attività tenute sul territorio cinese vengono gestite attraverso una serie di centri ecclesiastici minori presenti in ogni suddivisione geografica della Cina, oltre che attraverso i centri culturali, le scuole e i centri editoriali gestiti dalla sede centrale.

## Storia
La Chiesa fu fondata il 26 novembre 1956 da ventitré persone, tra laici e chierici, incluso l'abate Yue Chongdai (岳崇岱) del tempio della Somma Purezza (太清宮T, 太清宫S,  tàiqīnggōng P,  t'ai ching kung  W) in Shenyang, il maestro di scritture Wang Yueqing del tempio dell'Altissima Luce sulla Montagna del Drago e della Tigre nel Jianxi, padre Yi Xinying (易心莹) del tempio dell'Eterno Tao sul Monte Qingcheng nel Sichuan e il laico Chen Yingning (陈撄宁). L'enciclopedia di Baidu che parla di questa riunione non cita Wang Yueqing, menzionando invece in addizione ai maestri citati sopra Qiao Qingxin (乔清心) e Meng Minghui (孟明慧). Fu allestito un incontro in cui venne discussa la possibilità dell'istituzione di una organizzazione nazionale taoista; in poco tempo fu eletto il sopracitato gruppo del comitato e ben presto fu ufficialmente richiesta la possibilità di dare il via alla fondazione della Chiesa taoista cinese. Dopo aver contattato e consultato ampiamente gli esponenti ecclesiastici delle varie correnti del Taoismo, nonché ricevuto l'approvazione dei templi più importanti e delle associazioni di studio taoiste, il primo incontro concreto per dare il via alle attività della Chiesa fu tenuto l'anno seguente, precisamente l'8 aprile 1957. Il concilio elesse Yue Chongdai come direttore dell'associazione, mentre Wang Yueqing, Yi Xinying, Meng Minghui, Qiao Qingxin e Chen Yingning furono eletti come vice direttori (Yingning divenne contemporaneamente anche il segretario generale). La mattina del 15 aprile, gli ufficiali del governo si prestarono per alcune interviste durante un incontro tenuto con il concilio ecclesiastico taoista. Il 20 maggio il Ministero degli Affari Interni della Repubblica Popolare Cinese ufficializzò definitivamente la fondazione della Chiesa taoista cinese, la quale fu inserita al secondo posto nell'elenco delle organizzazioni religiose del Paese.

## Attività
Appoggiata dal governo centrale, l'associazione religiosa unisce oggi tutti i taoisti della Cina interna (all'incirca 400 milioni di individui) e li educa ad un amore per la propria patria, le proprie tradizioni e la propria fede taoista. La Chiesa, che ha preso discretamente piede come organo importante della Cina contemporanea, si occupa di attività tra le più svariate. Principalmente enfatizza l'educazione dei taoisti attraverso la dottrina religiosa caratterizzata da valori quali l'amore, il rispetto e l'armonia, verso il prossimo ma anche verso la natura, la quale è considerata sacra, in quanto il Taoismo è una religione che trova la sacralità nell'universo, cioè in ogni cosa che esiste. Da questo nucleo dottrinale primario scaturisce quella che è l'occupazione della Chiesa taoista cinese in un'intensa attività a favore dell'ambientalismo, organizzando e supportando anche varie iniziative ecologiche. In secondo luogo la Chiesa si propone di aiutare quelle che sono le attività volte a favorire lo sviluppo di una società moderna, armoniosa e stabile. Oltre a tutto ciò l'associazione taoista ha partecipato anche a diverse attività internazionali svoltesi a favore della pace nel mondo. La Chiesa taoista cinese si occupa anche di questioni legate al campo della cultura e dell'insegnamento, portate avanti attraverso lo sviluppo e il supporto di asili, scuole, college, ospedali e altre istituzioni di carattere scolastico, sociale e pubblico.
Per quanto riguarda l'impegno religioso profuso dalla Chiesa, esso consiste essenzialmente nel tentativo di dare una costituzione ufficiale ad una religione, quella taoista, che per decenni ha dovuto subire una pesante repressione che l'ha portata alla quasi totale scomparsa nei territori d'origine. Oggi, grazie agli sforzi di varie associazioni, della stessa Chiesa taoista, ma anche del discreto supporto governativo, il Taoismo sta riprendendo piede nella società cinese. La rinascita, a partire dagli anni novanta, quando tra templi in rovina e clero assente, è cominciato, sta costantemente mostrando i propri frutti. Parallelamente alla rinascita, la Chiesa taoista cinese sta intraprendendo anche un'attività di profonda riforma della religione taoista, volta a favorire un adattamento di questa alla società cinese moderna, che passa attraverso, innanzitutto, una codifica e assimilazione della religione popolare cinese, la quale presenta vari punti di contatto con la religione taoista. Tra le attività più pratiche la Chiesa si occupa della pubblicazione di testi sacri, saggi e della realizzazione di opere d'arte religiosa; del restauro e della riapertura dei templi e dei luoghi sacri della tradizione; oltre che della cooperazione, per tutte queste attività, tenuta con le Chiese taoiste di Taiwan, Hong Kong, Macao e con le organizzazioni taoiste sparse per il globo. Ovviamente è compito della Chiesa anche la formazione e ricostituzione del clero taoista, attraverso maestri e seminari sparsi in tutta la Cina. Il clero, sebbene non esistano statistiche ufficiali a causa della proibizione dei censimenti in territorio cinese, pare possa rappresentare un punto di forza per la Chiesa taoista cinese del futuro; grazie al forte interesse risvegliatosi nella società cinese nei confronti della religione taoista, parecchi giovani scelgono di diventare preti taoisti, alimentando le file del clero. L'apparato sacerdotale taoista risulta costituito nella sua considerevole maggioranza da sacerdoti e sacerdotesse molto giovani, e la stessa tendenza è riscontrabile nella frangia monastica. I monasteri rappresentano inoltre luoghi di pace in cui ritirarsi per trascorrere una vita lontana dalle frenesie e all'insegna dello studio.